# Highwood, Illinois
Highwood là một thành phố thuộc quận Lake, tiểu bang Illinois, Hoa Kỳ. Năm 2010, dân số của thành phố này là 5405 người.

## Dân số
Dân số qua các năm:
- Năm 2000: 4143 người.
- Năm 2010: 5405 người.